# ام‌تی‌وی
ام‌تی‌وی (به انگلیسی: MTV) (سرواژه عبارت Music Television) شبکهٔ تلویزیونی واقع در شهر نیویورک آمریکا است. ام‌تی‌وی در اول اوت سال ۱۹۸۱ تأسیس شد و کار خود را با پخش نماهنگ‌های درخواستی آغاز کرد. این شبکه نخستین شبکه تلویزیونی جهان بود که به‌طور شبانه‌روزی موسیقی پخش می‌کرد. اجرای برنامه‌ها با هدایت و مجری‌گری وی جی‌ها باعث گسترش مفهوم عمومی لغت وی‌جی شد. این شبکه با پخش برنامه‌های ویژه‌ای چون پخش جهانی از نماهنگ ۱.۵ میلیون دلاری «تریلر مایکل جکسون» که باعث جلوگیری از ورشکستگی این شبکه شد، پخش زنده کنسرت «لایو اید» در سال ۱۹۸۵ و برگزاری سالانهٔ جایزهٔ نماهنگ ام‌تی‌وی جایگاه خاصی نزد دوستداران موسیقی پاپ پیدا کرد. این شبکه از سال ۱۹۸۷ پخش برنامه‌های خود را در اروپا نیز آغاز کرد. ام‌تی‌وی برنامه خود را فقط به پخش نماهنگ و برنامه‌های صرفاً موسیقایی محدود نکرده و به عرصه‌های دیگر دنیای هنر و سرگرمی نیز قدم گذاشته است.

## برنامه‌های دیگر این شبکه
pimp my ride (یه حالی به ماشینم بده) که دربارهٔ تقویت کردن و زیبا کردن ماشین‌های قدیمی و زشت است.
- برنامه‌های دیگر این شبکه

## انتقادات و مناقشات
این شبکه تلویزیونی مورد انتقاد گروه‌های مختلفی بوده‌است و از جمله مسائلی که ام‌تی‌وی را در معرض انتقاد قرار داده مواردی مثل انتخاب برنامه‌ها، مسائل اجتماعی، سیاست‌پسند بودن، حساسیت، سانسور گری، و نفوذ اجتماعی منفی در افراد جوان است. بخش‌هایی از محتوای برنامه‌ها و محصولات ام‌تی‌وی، در رسانه‌های خبری عمومی و در میان گروه‌های اجتماعی مورد چالش قرار گرفته و مجرمانه انگاشته شده‌اند.